# Aleja Tornad

Aleja Tornad (czerwony obszar)

Aleja Tornad – nieoficjalne określenie obszaru w Stanach Zjednoczonych, na którym ze zwiększoną częstotliwością występują trąby powietrzne. Rozciąga się on przez stany: Teksas, Oklahoma, Kansas, Nebraska, Iowa i Dakota Południowa.
Tornada najczęściej występują tam późną wiosną oraz, rzadko, wczesną jesienią.